# خالدية فوقاني
خالدية فوقاني قرية سوريّة تتبع إداريّاً لمحافظة حلب منطقة عين العرب ناحية الجلبية، بلغ تعداد سكانها 162 نسمة حسب التعداد السكاني لعام 2004.